# Marcel Rewenig
Marcel Rewenig (16 gennaio 1921 – 2 settembre 2004) è stato un calciatore lussemburghese, di ruolo attaccante.

## Carriera

### Club
Ha sempre giocato nel campionato lussemburghese.

### Nazionale
Ha rappresentato la Nazionale del suo paese alle Olimpiadi del 1948.

## Palmarès

### Club

#### Competizioni nazionali
- Campionato lussemburghese: 1

Spora Luxembourg: 1948-1949
- Coppa del Lussemburgo: 1

Spora Luxembourg: 1949-1950